# Taraxacum klopotovii
Taraxacum klopotovii là một loài thực vật có hoa trong họ Cúc. Loài này được Tzvelev miêu tả khoa học đầu tiên năm 1994.